# Mirsad Bektić
Mirsad Bektić, född 16 februari 1991 i Srebrenica, är en bosnisk pensionerad MMA-utövare som mellan 2014 till 2020 tävlade i organisationen Ultimate Fighting Championship.